# 明日のStory
『明日のStory』（あしたのストーリー）はMANISHの8枚目のシングル。

## 内容
- 2曲とも2枚目のアルバム「INDIVIDUAL」に収録された本作はテレビ朝日系列「Jリーグ A GOGO!!」エンディング・テーマ。

## 収録曲
1. 明日のStory
作詞：高橋美鈴・井上留美子　作曲：西本麻里　編曲：明石昌夫
2. ずっと見つめていたかった
作詞：小田佳奈子　作曲：西本麻里　編曲：明石昌夫
3. 明日のStory(inst.)

## 参加ミュージシャン
- 鈴木英俊 - ギター
- 高原裕枝 - コーラス